# Amfilemúrids
Els amfilemúrids (Amphilemuridae) foren una família de petits mamífers prehistòrics de l'ordre dels eulipotifles, parents dels eriçons actuals.

## Taxonomia
Família Amphilemuridae Hill, 1953
- Subfamília Placentidentinae D. E. Russell et al., 1973
  - Gènere Placentidens Russell i Savage 1973
    - Placentidens lotus Russell i Savage 1973
- Subfamília Amphilemurinae Hill, 1953
  - Gènere Macrocranion Weitzel, 1949
    - Macrocranion junnei Smith, Bloch, Strait i Gingerich, 2002 - Eocè inferior, Wasatchià, EUA
    - Macrocranion nitens (Matthew, 1918) - Eocè inferior, Wasatchià, EUA
    - Macrocranion robinsoni Krishtalka i Setoguchi, 1977 - Eocè mitjà, Uintà, EUA
    - Macrocranion vandebroeki (Quinet, 1964) - Eocè inferior, Dormaal, Bèlgica
    - Macrocranion germonpreae Smith, 1997 - Eocè inferior, Dormaal, Bèlgica
    - Macrocranion tenerum (Tobien, 1962) - Eocè mitjà
    - Macrocranion tupaiodon Weitzel, 1949 - Eocè mitjà, Messel, Alemanya
    - Macrocranion huerzeleri Maitre, Escarguel i Sigé, 2006
    - Macrocranion storchi Maitre, Escarguel i Sigé, 2006
    - Macrocranion sudrei Maitre, Escarguel i Sigé, 2006

  - Gènere Amphilemur Heller 1935
    - Amphilemur eocaenicus Heller, 1935
    - Amphilemur peyeri (Hürzeler, 1946)
    - Amphilemur oltinus Maitre, Escarguel i Sigé, 2006

  - Gènere Pholidocercus von Koenigswald i Storch 1983
    - Pholidocercus hassiacus von Koenigswald i Storch, 1983

  - Gènere Gesneropithex Hürzeler 1946
    - Gesneropithex figularis Hürzeler, 1946
    - Gesneropithex grisollensis Norris i Harrison, 1998

  - Gènere Alsaticopithecus Hürzeler 1947
    - Alsaticopithecus leemani Hürzeler 1947

  - Gènere Echinolestes Maitre, Escarguel i Sigé, 2006
    - Echinolestes quercyi Maitre, Escarguel i Sigé, 2006